# La Lima
La Lima é uma cidade de Honduras localizada no departamento de Cortés.